# Кубок Украины по футболу 2014/2015
Кубок Украины по футболу 2014—2015 (укр. Кубок України з футболу 2014—2015, официальное название — Датагруп Кубок Украины по футболу) — 24-й розыгрыш кубка Украины, который прошёл с 6 августа 2014 года по 2015 год.

## Участники
Команда «Макеевуголь» (Макеевка) не принял участия в розыгрыше Кубка Украины согласно решению ЦС № 21 от 24.07.2014 года, в связи с тем, что клуб был расположен в зоне действия АТО и не имеет средств для проведения матчей Кубка за пределами Донецкой области. Также не примут участия в Кубке Украины команды «Динамо-2» (Киев) и «Шахтёр-3» (Донецк) согласно регламенту соревнований.
В этом розыгрыше Кубка участвовали 14 команд-участников Премьер-лиги 2014/15, 15 команд-участников Первой лиги 2014/2015, 8 команд-участников Второй лиги 2014/2015, а также обладатель и финалист Кубка Украины среди любителей 2013:
| Клубы Премьер-лиги: - «Волынь» (Луцк) - «Ворскла» (Полтава) - «Говерла» (Ужгород) - «Динамо» (Киев) - «Днепр» (Днепропетровск) - «Заря» (Луганск) - «Ильичевец» (Мариуполь) - «Карпаты» (Львов) - «Металлист» (Харьков) - «Металлург» (Донецк) - «Металлург» (Запорожье) - «Олимпик» (Донецк) - «Черноморец» (Одесса) - «Шахтёр» (Донецк) | Клубы первой лиги: - ПФК «Александрия» (Александрия) - "Буковина (Черновцы) - «Гелиос» (Харьков) - «Горняк» (Кривой Рог) - «Горняк-спорт» (Комсомольск) - «Десна» (Чернигов) - «Звезда» (Кировоград) - МФК «Николаев» (Николаев) - «Нефтяник» (Ахтырка) - «Нива» (Тернополь) - «Полтава» (Полтава) - «Сталь» (Алчевск) - «Сталь» (Днепродзержинск) - ПФК «Сумы» (Сумы) - «Тернополь» (Тернополь) | Клубы второй лиги: - «Арсенал-Киевщина» (Белая Церковь) - «Энергия» (Новая Каховка) - «Кремень» (Кременчуг) - «Кристалл» (Херсон) - «Оболонь-Бровар» (Киев) - «Реал Фарма» (Овидиополь) - «Скала» (Стрый) - «Черкасский Днепр» (Черкассы) | Финалисты Кубка среди любительских команд: - «Еднисть» (Плиски) - «Чайка» (Петропавловская Борщаговка) |

## Предварительный этап
Матчи предварительного этапа состоялись 6 и 7 августа.
| № | Команда 1                            | Команда 2                    | Счет       |
| - | ------------------------------------ | ---------------------------- | ---------- |
| 1 | «Оболонь-Бровар» (Киев)              | «Горняк» (Кривой Рог)        | 3:1        |
| 2 | «Еднисть» (Плиски)                   | «Тернополь» (Тернополь)      | 0:1        |
| 3 | «Чайка» (Петропавловская Борщаговка) | «Энергия» (Новая Каховка)    | 3:0        |
| 4 | «Арсенал-Киевщина» (Белая Церковь)   | «Реал Фарма» (Овидиополь)    | 3:4 (д.в.) |
| 5 | «Черкасский Днепр» (Черкассы)        | «Скала» (Стрый)              | 1:0        |
| 6 | «Кристалл» (Херсон)                  | «Сталь» (Днепродзержинск)    | 2:4        |
| 7 | «Кремень» (Кременчуг)                | «Горняк-спорт» (Комсомольск) | 2:0        |

| «Оболонь-Бровар» (Киев)                    | 3:1 | «Горняк» (Кривой Рог) |
| ------------------------------------------ | --- | --------------------- |
| Продан 54′ · Коваленко 64′ · Корольчук 84′ |     | А. Ситало 46′         |

| «Еднисть» (Плиски) | 0:1 | «Тернополь» (Тернополь) |
| ------------------ | --- | ----------------------- |
|                    |     | Семенец 24′             |

| «Чайка» (Петропавловская Борщаговка))               | 3:0 | «Энергия» (Новая Каховка) |
| --------------------------------------------------- | --- | ------------------------- |
| Паламарчук 18′ · Баранович 59′ · Козориз 66′ (пен.) |     |                           |

| «Арсенал-Киевщина» (Белая Церковь) | 3:4 (д.в.) | «Реал Фарма» (Овидиополь)                   |
| ---------------------------------- | ---------- | ------------------------------------------- |
| С. Андреев 69′ · Федосов 72′, 81′  |            | Новицкий 7′ · Фаюк 37′ · Якименко 89′, 119′ |

| «Черкасский Днепр» (Черкассы) | 1:0 | «Скала» (Стрый) |
| ----------------------------- | --- | --------------- |
| Захаревич 47′                 |     |                 |

| «Кристалл» (Херсон)        | 2:4 | «Сталь» (Днепродзержинск)           |
| -------------------------- | --- | ----------------------------------- |
| Н. Ткачев 74′ · Мартян 86′ |     | Котляр 22′, 48′ · Плешаков 59′, 69′ |

| «Кремень» (Кременчуг) | 2:0 | «Горняк-спорт» (Комсомольск) |
| --------------------- | --- | ---------------------------- |
| К. Черний 2′, 44′     |     |                              |

## 1/16 финала
Матчи этого этапа прошли с 22 по 24 августа.
| №  | Команда 1                            | Команда 2                       | Счет           |
| -- | ------------------------------------ | ------------------------------- | -------------- |
| 1  | «Буковина» (Черновцы)                | «Черноморец» (Одесса)           | 0:4            |
| 2  | «Нефтяник» (Ахтырка)                 | «Волынь» (Луцк)                 | 0:1            |
| 3  | ПФК «Сумы» (Сумы)                    | «Металлист» (Харьков)           | 0:1 (д.в.)     |
| 4  | МФК «Николаев» (Николаев)            | «Ильичевец» (Мариуполь)         | 0:1            |
| 5  | «Гелиос» (Харьков)                   | «Металлург» (Запорожье)         | 0:1            |
| 6  | «Полтава» (Полтава)                  | «Металлург» (Донецк)            | 2:1            |
| 7  | «Десна» (Чернигов)                   | «Днепр» (Днепропетровск)        | 0:1            |
| 8  | «Тернополь» (Тернополь)              | ПФК «Александрия» (Александрия) | 1:1 (п.п. 3:4) |
| 9  | «Нива» (Тернополь)                   | «Ворскла» (Полтава)             | 1:5            |
| 10 | «Реал Фарма» (Овидиополь)            | «Олимпик» (Донецк)              | 0:1            |
| 11 | «Черкасский Днепр» (Черкассы)        | «Говерла» (Ужгород)             | 1:2            |
| 12 | «Кремень» (Кременчуг)                | «Заря» (Луганск)                | 0:2            |
| 13 | «Чайка» (Петропавловская Борщаговка) | «Карпаты» (Львов)               | 0:4            |
| 14 | «Звезда» (Кировоград)                | «Динамо» (Киев)                 | 1:3            |
| 15 | «Оболонь-Бровар» (Киев)              | «Шахтер» (Донецк)               | 0:1            |
| 16 | «Сталь» (Днепродзержинск)            | «Сталь» (Алчевск)               | М. Н.*         |

* — алчевская «Сталь» досрочно снялась с участия в розыгрыше Кубка Украины, поэтому вместо шара с названием клуба использовался пустой шар, который при жеребьевке получила днепродзержинская «Сталь», напрямую вышедшая в 1/8 финала Кубка Украины.
| «Тернополь» (Тернополь)                        | 1:1 (доп. вр.) | ПФК «Александрия» (Александрия)                        |
| ---------------------------------------------- | -------------- | ------------------------------------------------------ |
| Богданов 2′                                    |                | Чепурненко 10′                                         |
| Пенальти                                       |                |                                                        |
| Богданов · Курило · Атласюк · Клекот · Громьяк | 3:4            | Чепурненко · А. Иващенко · Банада · Коломоец · Микицей |

| «Буковина (Черновцы) | 0:4 | «Черноморец» (Одесса)                         |
| -------------------- | --- | --------------------------------------------- |
|                      |     | Аржанов 4′ · Диденко 17′ · Назаренко 28′, 49′ |

| «Нефтяник» (Ахтырка) | 0:1 | «Волынь» (Луцк) |
| -------------------- | --- | --------------- |
|                      |     | Бикфалви 3′     |

| МФК «Николаев» (Николаев) | 0:1 | «Ильичевец» (Мариуполь) |
| ------------------------- | --- | ----------------------- |
|                           |     | С. Яворский 77′         |

| «Гелиос» (Харьков) | 0:1 | «Металлург» (Запорожье) |
| ------------------ | --- | ----------------------- |
|                    |     | Юсов 63′                |

| «Полтава» (Полтава)            | 2:1 | «Металлург» (Донецк) |
| ------------------------------ | --- | -------------------- |
| Коркишко 30′ · Насибулин 90+1′ |     | Александре 40′       |

| «Десна» (Чернигов) | 0:1 | «Днепр» (Днепропетровск) |
| ------------------ | --- | ------------------------ |
|                    |     | Чеберячко 36′            |

| «Нива» (Тернополь) | 1:5 | «Ворскла» (Полтава)                                               |
| ------------------ | --- | ----------------------------------------------------------------- |
| Семенюк 1′         |     | Чеснаков 8′ · Е. Ткачук 24′ · Янузи 43′ · Ковпак 56′ · Громов 81′ |

| «Реал Фарма» (Овидиополь) | 0:1 | «Олимпик» (Донецк) |
| ------------------------- | --- | ------------------ |
|                           |     | Лысенко 31′        |

| «Оболонь-Бровар» (Киев) | 0:1 | «Шахтер» (Донецк)         |
| ----------------------- | --- | ------------------------- |
|                         |     | Луис Адриано 90+2′ (пен.) |

| «Чайка» (Петропавловская Борщаговка)) | 0:4 | «Карпаты» (Львов)                                      |
| ------------------------------------- | --- | ------------------------------------------------------ |
|                                       |     | Голодюк 10′ · Ксенз 27′ · Сергийчук 31′ · Костевич 48′ |

| «Черкасский Днепр» (Черкассы) | 1:2 | «Говерла» (Ужгород)         |
| ----------------------------- | --- | --------------------------- |
| Бессалов 14′                  |     | Кузнецов 45+1′ · Шацких 66′ |

| «Звезда» (Кировоград) | 1:3 | «Динамо» (Киев)                            |
| --------------------- | --- | ------------------------------------------ |
| Бацула 90+1′          |     | Кравец 2′ · Калитвинцев 12′ · Драгович 66′ |

| ПФК «Сумы» (Сумы) | 0:1 д.в | «Металлист» (Харьков) |
| ----------------- | ------- | --------------------- |
|                   |         | Кулаков 108′          |

| «Кремень» (Кременчуг) | 0:2 | «Заря» (Луганск)           |
| --------------------- | --- | -------------------------- |
|                       |     | Бородай 41′ · Липартия 47′ |

| «Сталь» (Алчевск) | -:+ | «Сталь» (Днепродзержинск) |
| ----------------- | --- | ------------------------- |
|                   |     |                           |

## 1/8 финала
Матчи состоятся 25-28 сентября на полях команд, указанных первыми, а ответные встречи пройдут 27-30 октября.
| № | Команда 1                       | Команда 2                | 1-й матч | 2-й матч | Итог          |
| - | ------------------------------- | ------------------------ | -------- | -------- | ------------- |
| 1 | «Олимпик» (Донецк)              | «Металлург» (Запорожье)  | 2:0      | 4:0      | 6:0           |
| 2 | «Сталь» (Днепродзержинск)       | «Черноморец» (Одесса)    | 2:1      | 1:2      | 3:3 (п.п 2:4) |
| 3 | «Полтава» (Полтава)             | «Шахтер» (Донецк)        | 1:5      | 1:4      | 2:9           |
| 4 | «Говерла» (Ужгород)             | «Металлист» (Харьков)    | 2:2      | 1:1      | 3:3           |
| 5 | «Волынь» (Луцк)                 | «Днепр» (Днепропетровск) | 1:0      | 0:4      | 1:4           |
| 6 | ПФК «Александрия» (Александрия) | «Заря» (Луганск)         | 0:1      | 1:1      | 1:2           |
| 7 | «Ильичевец» (Мариуполь)         | «Ворскла» (Полтава)      | 0:1      | 2:3      | 2:4           |
| 8 | «Карпаты» (Львов)               | «Динамо» (Киев)          | 0:1      | 0:1      | 0:2           |

Первые матчи
| Полтава (Полтава) | 1:5 | Шахтер (Донецк)                                                                  |
| ----------------- | --- | -------------------------------------------------------------------------------- |
| Фомич 36′         |     | Алекс Тейшейра 45+1′, 75′ · Гладкий 68′ · Чигринский 79′ · Дентиньо 90+5′ (пен.) |

| ПФК Александрия (Александрия) | 0:1 | Заря (Луганск) |
| ----------------------------- | --- | -------------- |
|                               |     | Малышев 56′    |

| Ильичевец (Мариуполь) | 0:1 | Ворскла (Полтава) |
| --------------------- | --- | ----------------- |
|                       |     | Ковпак 12′ (пен.) |

| Волынь (Луцк)       | 1:0 | Днепр (Днепропетровск) |
| ------------------- | --- | ---------------------- |
| Бикфалви 37′ (пен.) |     |                        |

| Говерла (Ужгород) | 2:2 | Металлист (Харьков) |
| ----------------- | --- | ------------------- |
| Каверин 11′, 67′  |     | Шавьер 56′, 87′     |

| Карпаты (Львов) | 0:1 | Динамо (Киев) |
| --------------- | --- | ------------- |
|                 |     | Теодорчик 5′  |

| Сталь (Днепродзержинск)       | 2:1 | Черноморец (Одесса) |
| ----------------------------- | --- | ------------------- |
| Котляр 24′ (пен.), 86′ (пен.) |     | Гай 45′             |

| Олимпик (Донецк)               | 2:0 | Металлург (Запорожье) |
| ------------------------------ | --- | --------------------- |
| Сытник 6′ · Гельзин 70′ (пен.) |     |                       |

Ответные матчи
| Шахтёр (Донецк)                                    | 4:1 | Полтава (Полтава) |
| -------------------------------------------------- | --- | ----------------- |
| Веллингтон Нем 9′ · Гладкий 20′ · Бернард 23′, 38′ |     | Коркишко 51′      |

| Днепр (Днепропетровск)                                  | 4:0 | Волынь (Луцк) |
| ------------------------------------------------------- | --- | ------------- |
| Чеберячко 36′ · Ротань 57′ · Селезнёв 72′ · Калинич 87′ |     |               |

| Металлург (Запорожье) | 0:4 | Олимпик (Донецк)                                  |
| --------------------- | --- | ------------------------------------------------- |
|                       |     | Дорошенко 14′ · Кадимян 24′, 43′ · Драченко 90+2′ |

| Динамо (Киев) | 1:0 | Карпаты (Львов) |
| ------------- | --- | --------------- |
| Гусев 90′     |     |                 |

| Ворскла (Полтава)            | 3:2 | Ильичевец (Мариуполь)     |
| ---------------------------- | --- | ------------------------- |
| Ковпак 46′, 65′ · Громов 50′ |     | Тотовицкий 2′ · Кулач 30′ |

| Черноморец (Одесса)                                                | 2:1 (пен. 4:2) | Сталь (Днепродзержинск)                                 |
| ------------------------------------------------------------------ | -------------- | ------------------------------------------------------- |
| Диденко 40′ · Опанасенко 81′ · Гай · Балашов · Назаренко · Слинкин |                | Котляр 57′ (пен.) · Адамюк · Кулиш · Карасюк · Каленчук |

| Металлист (Харьков) | 1:1 | Говерла (Ужгород) |
| ------------------- | --- | ----------------- |
| Жажа 38′            |     | Бурдужан 79′      |

| Заря (Луганск)     | 1:1 | ПФК Александрия (Александрия) |
| ------------------ | --- | ----------------------------- |
| Принс Сегбефия 15′ |     | Имереков 45′                  |

## 1/4 финала
Жеребьевка четвертьфинала Кубка Украины прошла 31 октября. Первые матчи состоятся 4 марта 2015, вторые — 8 апреля 2015. Матч Черноморец (Одесса) — Днепр (Днепропетровск) состоялся 1 апреля.
| № | Команда 1             | Команда 2                | 1-й матч | 2-й матч | Итог |
| - | --------------------- | ------------------------ | -------- | -------- | ---- |
| 1 | «Черноморец» (Одесса) | «Днепр» (Днепропетровск) | 0:4      | 0:1      | 0:5  |
| 2 | «Металлист» (Харьков) | «Шахтер» (Донецк)        | 0:2      | 0:1      | 0:3  |
| 3 | «Заря» (Луганск)      | «Динамо» (Киев)          | 1:2      | 0:2      | 1:4  |
| 4 | «Ворскла» (Полтава)   | «Олимпик» (Донецк)       | 0:0      | 0:1      | 0:1  |

Первые матчи
| Черноморец (Одесса) | 0:4 | Днепр (Днепропетровск)                              |
| ------------------- | --- | --------------------------------------------------- |
|                     |     | Ротань 51′ · Селезнёв 56′ (пен.), 87′ · Безус 90+3′ |

| Металлист (Харьков) | 0:2 | Шахтёр (Донецк)        |
| ------------------- | --- | ---------------------- |
|                     |     | Кучер 4′ · Гладкий 54′ |

| Заря (Луганск) | 1:2 | Динамо (Киев)                |
| -------------- | --- | ---------------------------- |
| Каменюка 50′   |     | Гусев 12′ (пен) · Кравец 32′ |

| Ворскла (Полтава) | 0:0 | Олимпик (Донецк) |
| ----------------- | --- | ---------------- |
|                   |     |                  |

Ответные матчи
| Днепр (Днепропетровск) | 1:0 | Черноморец (Одесса) |
| ---------------------- | --- | ------------------- |
| Шахов 28′              |     |                     |

| Шахтёр (Донецк)  | 1:0 | Металлист (Харьков) |
| ---------------- | --- | ------------------- |
| Луис Адриано 49′ |     |                     |

| Динамо (Киев)               | 2:0 | Заря (Луганск) |
| --------------------------- | --- | -------------- |
| Беланда 32′ · Теодорчик 42′ |     |                |

| Олимпик (Донецк) | 1:0 | Ворскла (Полтава) |
| ---------------- | --- | ----------------- |
| Сытник 57′       |     |                   |

## Полуфиналы
Первые матчи состоялись 29 апреля 2015 года. Ответные матчи состоятся 20 мая 2015 года. Матч между командами «Олимпик» (Донецк) и «Динамо» (Киев) должен был состояться в 17.00 на «УТК им. Банникова», но из-за слишком малой вместительности стадиона (около 2000 мест), по просьбе болельщиков «Динамо» (Киев), был перенесен на стадион «Динамо им. В. Лобановского» и на более позднее время (20:00).
| № | Команда 1                | Команда 2         | 1-й матч | 2-й матч | Итог |
| - | ------------------------ | ----------------- | -------- | -------- | ---- |
| 1 | «Олимпик» (Донецк)       | «Динамо» (Киев)   | 0:0      | 1:4      | 1:4  |
| 2 | «Днепр» (Днепропетровск) | «Шахтёр» (Донецк) | 0:1      | 1:1      | 1:2  |

Первые матчи
| Днепр (Днепропетровск) | 0:1 | Шахтёр (Донецк) |
| ---------------------- | --- | --------------- |
|                        |     | Гладкий 45′     |

| Олимпик (Донецк) | 0:0 | Динамо (Киев) |
| ---------------- | --- | ------------- |
|                  |     |               |

Ответные матчи
| Шахтёр (Донецк)   | 1:1 | Днепр (Днепропетровск) |
| ----------------- | --- | ---------------------- |
| Адриано 77′ (пен) |     | Калинич 30′            |

| Динамо (Киев)                               | 4:1 | Олимпик (Донецк) |
| ------------------------------------------- | --- | ---------------- |
| Велозу 4′, 53′ · Ярмоленко 36′ · Ленс 90+2′ |     | Дитятьев 75′     |

## Финал
| Шахтёр (Донецк) | 0:0 (пен. 4:5) | Динамо (Киев) |
| --------------- | -------------- | ------------- |
|                 |                |               |

Основное время матча завершилось со счётом 0:0. В серии пенальти донецкий «Шахтёр» изначально имел преимущество, однако в ходе серии уступил киевскому «Динамо (Киев)». После финального свистка были отмечены массовые беспорядки на поле, в частности, поклонники футбольных клубов повредили ворота стадиона.

| Обладатель Кубка Украины 2014/15 |
| -------------------------------- |
| «Динамо» (Киев) 11-й титул       |